# Linum toxicum
Linum toxicum är en linväxtart som beskrevs av Pierre Edmond Boissier. Linum toxicum ingår i släktet linsläktet, och familjen linväxter. Inga underarter finns listade i Catalogue of Life.